# William Goetz
William Goetz (* 24. März 1903 in Philadelphia, Pennsylvania; † 15. August 1969 in Los Angeles, Kalifornien) war ein US-amerikanischer Filmproduzent und Kunstsammler.

## Leben
William Goetz wurde als jüngstes von acht Kindern einer jüdischen Arbeiterfamilie in Philadelphia geboren. Seine Mutter starb, als er zehn Jahre alt war; sein Vater ließ die Familie kurz darauf im Stich. Von seinen älteren Geschwistern großgezogen, folgte Goetz einigen seiner Brüder nach Hollywood, wo er schon bald erste Gelegenheitsjobs beim Film übernahm. Nach ein paar Jahren war er zunehmend im Bereich der Filmproduktion tätig. 
1930 stellte ihn die Fox Film Corporation als Produzent ein. Noch im selben Jahr heiratete er Edith Mayer, die Tochter von MGM-Chef Louis B. Mayer. Von seinem Schwiegervater erhielt er schließlich die finanzielle Unterstützung, die ihn 1932 zum Juniorpartner von Joseph Schenck und Darryl F. Zanuck bei der neu gegründeten 20th Century Pictures machte, bei der Goetz fortan als Vizepräsident fungierte. Diesen Posten behielt er auch nach der Fusion von 20th Century Pictures und Fox zur 20th Century Fox im Jahr 1935.
Nach 1945 kam es zwischen ihm und Zanuck zu Spannungen, worauf Goetz das Studio verließ, um mit dem ehemaligen Anwalt Leo Spitz eine eigene unabhängige Produktionsfirma, International Pictures, zu gründen. Im Juli 1946 fusionierte die kleine Firma mit der British Rank Organisation und den Universal Studios zur Universal-International, bei der Goetz zum Präsidenten ernannt wurde.
1949 revolutionierte Goetz zusammen mit Hollywoodagent Lew Wasserman die Filmindustrie, als er James Stewart eine Beteiligung am Gewinn seiner Filme für Universal zusicherte. Dieses Konzept der Gewinnbeteiligung eines Hauptdarstellers wurde daraufhin zum Standard in Hollywood. 1953 verließ Goetz Universal. Als unabhängiger Produzent wurde er für das Filmdrama Sayonara (1957) mit Marlon Brando für den Oscar nominiert.
William Goetz, der mit seiner Frau Edith († 1988) zwei Töchter hatte, starb 1969 in seinem Haus in Los Angeles an Krebs. Er wurde auf dem Hillside Memorial Park Cemetery in Culver City, Kalifornien, beigesetzt.

## Kunstsammlung

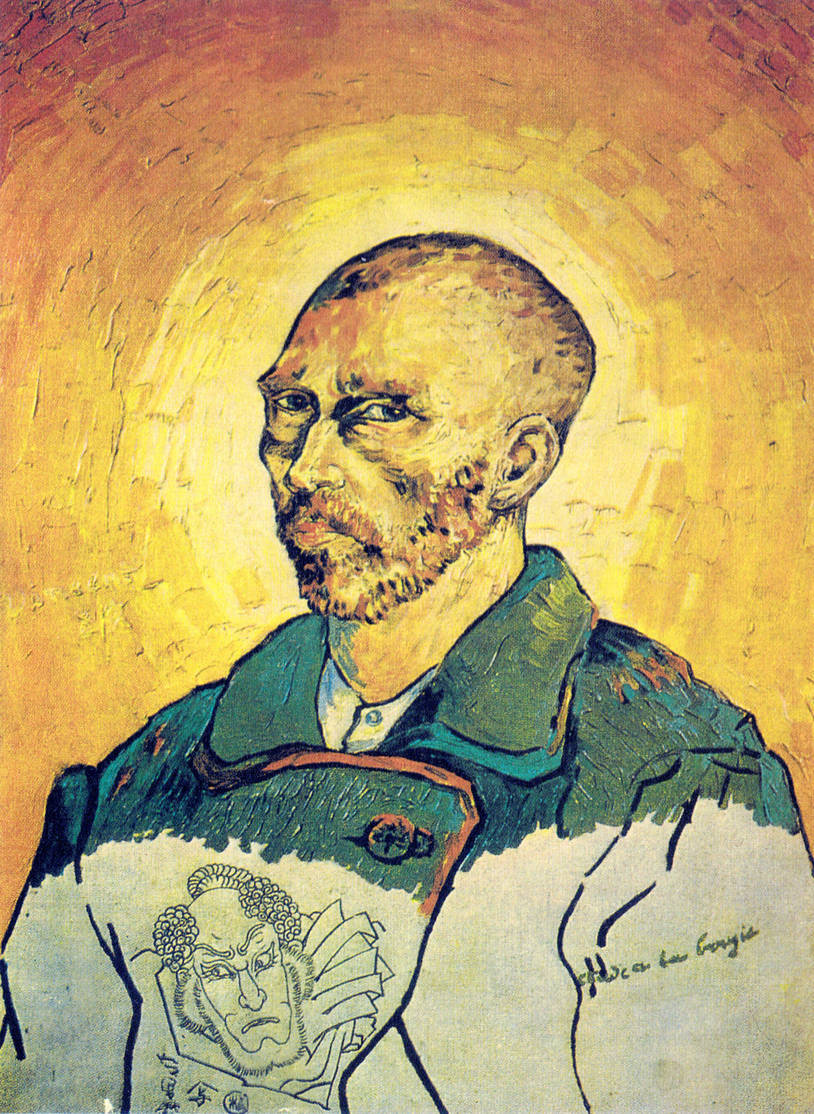
Das umstrittene Selbstporträt van Goghs

Goetz war zusammen mit seiner Ehefrau Edith auch ein passionierter Kunstsammler. Gemeinsam erwarben sie Gemälde und Skulpturen von berühmten Künstlern wie Edgar Degas, Paul Gauguin, Claude Monet, Paul Cézanne, Édouard Manet, Pierre-Auguste Renoir und Pablo Picasso.
1948 erwarb Goetz ein Selbstporträt Vincent van Goghs unter dem Titel Studie bei Kerzenlicht für damals außergewöhnliche 60.000 Dollar. Als das Bild 1949 bei einer Gogh-Retrospektive im Metropolitan Museum of Art ausgestellt werden sollte, kam es zu Auseinandersetzungen über die Urheberschaft van Goghs. Der Neffe des Malers, Vincent Willem van Gogh, und Willem Sandberg, Direktor des Stedelijk Museums, bezweifelten die Echtheit des Bildes. Zwar gab es in den Niederlanden auch Kunsthistoriker, die das Selbstporträt für echt befanden, eine Jury des New Yorker Museums sprach sich jedoch ebenfalls gegen die Echtheit aus und lehnte es als Ausstellungsstück ab.
Nachdem Goetz’ Frau 1987 verstorben war, wurden Teile der Goetz-Sammlung 1988 vom Auktionshaus Christie’s in New York für insgesamt 85 Millionen Dollar versteigert.

## Filmografie (Auswahl)
- 1930: El último de los Vargas – Regie: David Howard
- 1933: Broadway Thru a Keyhole – Regie: Lowell Sherman
- 1934: Die Rothschilds (The House of Rothschild) – Regie: Alfred L. Werker
- 1934: The Affairs of Cellini – Regie: Gregory La Cava
- 1935: Die Elenden (Les Misérables) – Regie: Richard Boleslawski
- 1935: Goldfieber (The Call of the Wild) – Regie: William A. Wellman
- 1942: China Girl – Regie: Henry Hathaway
- 1943: Die Waise von Lowood (Jane Eyre) – Regie: Robert Stevenson
- 1955: Der Mann aus Laramie (The Man from Laramie) – Regie: Anthony Mann
- 1956: Herbststürme (Autumn Leaves) – Regie: Robert Aldrich
- 1957: Hyänen der Straße (The Brothers Rico) – Regie: Phil Karlson
- 1957: Sayonara – Regie: Joshua Logan
- 1958: Jakobowsky und der Oberst (Me and the Colonel) – Regie: Peter Glenville
- 1959: Sie kamen nach Cordura (They Came to Cordura) – Regie: Robert Rossen
- 1960: Der Kommandant (The Mountain Road) – Regie: Daniel Mann
- 1960: Nur wenige sind auserwählt (Song Without End) – Regie: Charles Vidor
- 1961: Ein Haus in Yokoshimi (Cry for Happy) – Regie: George Marshall
- 1966: Überfall auf die Queen Mary (Assault on a Queen) – Regie: Jack Donohue